# Catherine Leutenegger
Pour les articles homonymes, voir Leutenegger.
 (juillet 2014).
Si vous disposez d'ouvrages ou d'articles de référence ou si vous connaissez des sites web de qualité traitant du thème abordé ici, merci de compléter l'article en donnant les références utiles à sa vérifiabilité et en les liant à la section « Notes et références ».
Catherine Leutenegger, née le 5 mai 1983 à Lausanne, est une photographe plasticienne suisse. 

## Biographie
Son travail a fait l’objet de plusieurs récompenses, dont le prix Manor, le prix international de la photographie Raymond Weil et les Bourses Fédérales de Design 2006 et 2008. Ces distinctions lui ont notamment valu une exposition individuelle au musée de l'Élysée, la publication d’un livre monographique intitulé Hors-champ (Éditions Infolio), ainsi qu’un séjour en résidence d’artistes à New York, en 2007.
Durant ce séjour, Catherine Leutenegger s'est immergée dans la ville de Rochester surnommée Kodak City (la ville Kodak), au nord de l’État de New York, où George Eastman (1854-1932), pionnier de l’industrie photographique, fonda l’entreprise Kodak en 1881. Kodak City fait l’objet d’un livre édité chez Kehrer Verlag.
L'œuvre de Catherine Leutenegger a été présentée et publiée sur le plan international : Galerie Aperture (Aperture Foundation), The New York Photo Festival, Galleria Carla Sozzani, Journées photographiques de Bienne, EXIT Magazine, L’Insensé Magazine,, British Journal of Photography, Photo District News, Le Temps, Swissinfo.ch et la NZZ. 
Elle fait partie de plusieurs collections publiques et privées, dont le musée de l'Élysée, la Banque cantonale vaudoise, Maus Frères Holding et Raymond Weil.

## Ouvrages
- Kodak City, Kehrer Verlag, 2014, 160 p.  (ISBN 978-3-86828-462-1)
- Hors-champ, Gollion, Infolio Editions, 2006, 168 p.  (ISBN 9782884740166)